# Arthur Coulin

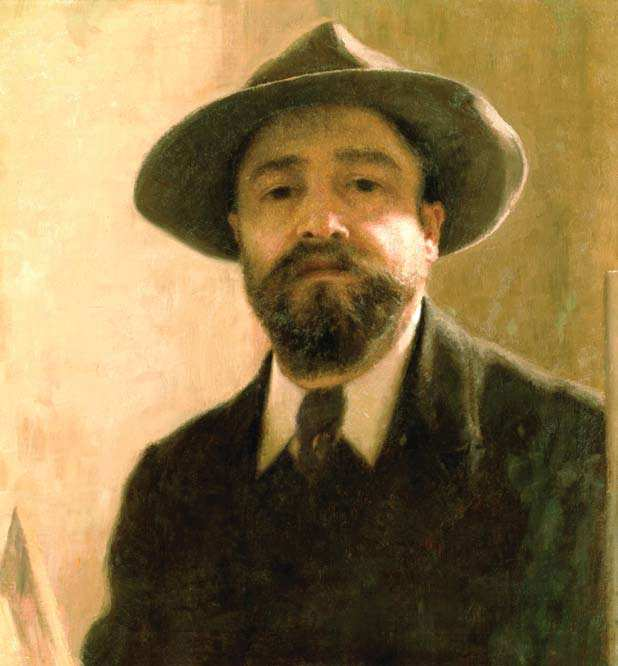
Arthur Coulin, Selbstporträt, 1910

Arthur Coulin, auch Artur Coulin, (* 20. September 1869 in Hermannstadt; † 9. November 1912 in Heidelberg) war ein rumänischer Maler und Grafiker.

## Leben

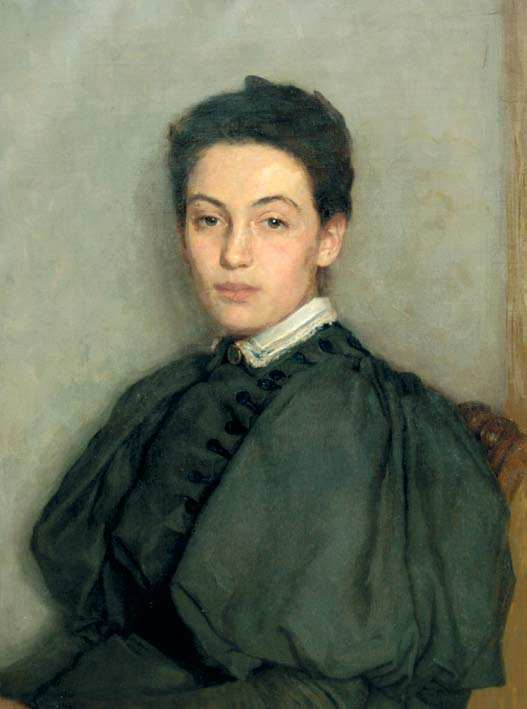
Porträt von Olga Fogarascher

Coulin wurde 1869 als Sohn des 1789 nach Bukarest emigrierten Franzosen Nikolaus Coulin und der Deutschen Rosa Karolina (geborene Mathias) aus Kronstadt (Braşov) im siebenbürgischen Hermannstadt geboren, das damals zu Österreich-Ungarn gehörte. In den Jahren 1886/87 studierte er bei dem Maler Carl Dörschlag in Hermannstadt und an der Steirischen Kunstgewerbeschule in Graz. Von 1889 bis 1890 besuchte er die Kunstakademie München und studierte bei Gabriel Hackl und Ludwig von Loefftz. Im Jahr 1891 kehrte er in seine Heimatstadt zurück und wurde Mitbegründer des „Sebastian-Hann-Vereins für heimische Kunstbestrebungen“. Ab 1892 lebte er in Budapest und widmete sich dort neben der Malerei auch der Fotografie. Im Jahr 1894 lernte er die Geigerin Olga Fogarascher kennen, die er 1897 heiratete.
Den Sommer 1899 verbrachte der Maler in der „Künstlerkolonie Baia Mare“. Im Jahr 1900 erhielt er ein Staatsstipendium, mit dem er eine Italien-Reise unternahm. In Cervara di Roma lernte er den Maler Robert Wellmann und die beiden Kollegen begannen eine intensive Zusammenarbeit. Im folgenden Jahr verlegte er seinen Wohnsitz nach Kronstadt und eröffnete dort gemeinsam mit Friedrich Miess ein Atelier. Er wurde Mitbegründer der Gesellschaft der Kunstfreunde. Um 1904 begann er eine intensive Zusammenarbeit mit Octavian Smigelschi und arbeitete an den Wandmalereien und an der Ikonostase der orthodoxen Erzbischofskirche in Hermannstadt.
Im Jahr 1907 gründete er mit Adolf Meschendörfer die Kultur-Zeitschrift Die Karpathen. Im folgenden Jahr erhielt Coulin den Italien-Preis der Budapester Bischof-Fraknói-Stiftung und zog daraufhin mit seiner Familie nach Rom.
Coulin verstarb 1912 auf einer Reise in Heidelberg.